# Зелёные левые — Партия труда
«Зелёные ле́вые — Па́ртия труда́» (нидерл. GroenLinks–PvdA) — левоцентристский избирательный альянс и парламентская фракция в Нидерландах.
Альянс начал формироваться после отставки Марка Рютте с поста премьер-министра, когда лидеры двух партий заявили о совместном намерении участвовать в парламентских выборах. В августе 2023 года Франс Тиммерманс был утверждён в качестве главы списка.

## История

### Предшествующие события
Идея об объединении левоцентристов в Нидерландах была не нова. Ещё в 2004 году бургомистр Амстердама Йоб Кохен призвал к слиянию Партию труда, Социалистическую партию и «Зелёных левых», предложив название «Прогрессивная народная партия», и это отсылало к ещё более раннему обсуждению о левом союзе, когда в 1970-х могли объединиться Партия труда, «Демократы 66» и Политическая партия радикалов.
После тяжёлого поражения Партии труда на выборах 2017 года и 2021 года дискуссии о возможном слиянии возобновились, так как не осталось ни одной достаточно крупной партии левого толка, которая могла бы стать соперником правящей Народной партии за свободу и демократию, в то время как многие избиратели в Нидерландах традиционно голосуют за крупнейшую левую силу в попытке помешать правоцентристской партии стать крупнейшей.
В марте 2021 года было основано движение «Красно-зелёные» (нидерл. Rood Groen), призывающее к возможному слиянию двух партий, и те активизировали сотрудничество в качестве мощной парламентской оппозиции после решительного отказа Марка Рютте включить красных и зелёных в своё правительство.
После выборов в Сенат в 2023 году, участвуя в них порознь, две партии сформировали совместную группу, став там второй по величине фракцией после «Фермерско-гражданского движения».
Партии сотрудничают также и на местном уровне в большом количестве муниципалитетов.

### Выборы в Палату представителей (2023)
С 10 по 17 июля 2023 года Партия труда и «Зелёные левые» провели внутренние референдумы, на которых рассмотрели вопрос слияния ради участия на выборах в нижнюю палату. Примерно 88 % красных и 92 % зелёных проголосовали за участие на выборах под единым списком «Зелёные левые — Партия труда» (нидерл. GroenLinks–PvdA). Три дня спустя бывший министр иностранных дел Франс Тиммерманс предложил свою кандидатуру на пост лидера списка, и предложение было широко одобрено обеими партиями, он смог набрать 92 % голосов. Тиммерманс подал в отставку со своих постов в Европейской комиссии в день утверждения его лидером.
Согласно нескольким результатам опросов «I&O Research» блок мог бы лидировать, набрав от 17 % до 18,1 %, обогнав Партию свободы и правящую Народную партию примерно на 1 %. Во время предвыборной кампании обсуждалось возможное формирование нового правительства при участии альянса «Зелёные левые — Партия труда» с социал-либералами из «Демократы 66» и более мелкими партиями по типу Партии защиты животных.
По итогам выборов блок набрал 15,75 %, заняв второе место после ультраправой Партии свободы, но Тиммерманс сразу же назвал правительство, сформированное с политическими оппонентами из Партии свободы бесперспективным и счёл крайне маловероятным, что у GL–PvdA будет возможность присоединиться к победителям.
Объединённый список набрал большинство в Северной Голландии (20,7 %), Утрехте (20,5 %) и среди голосующих за рубежом (28,6 %), наихудший результат был в Зеландии (11,1 %).